# Independencia (Vilcas Huamán)
Independencia é um distrito do peru, departamento de Ayacucho, localizada na província de Vilcas Huamán.

## Transporte
O distrito de Independência não é servido pelo sistema de estradas terrestres do Peru.